# Myxine dorsum
Myxine dorsum — вид міксин, роду Міксина (Myxine). Вид відомий лише по двох зразках, знайдених в південно-західній Атлантиці і описаних в 1995 році. Можливо є синонімом Myxine knappi.

## Опис
Максимальна відома довжина — 49 см. Копулятивні органи відсутні. Гонади міксин знаходяться в черевній порожнині. Яєчники знаходиться в передній частині гонад, а яєчка знаходиться в задній частині. Тварина стає самицею, якщо черевна частина гонади розвивається або самцем, якщо хвостова частина піддається диференціації. Якщо не розвивається, то тварина стає стерильною. Якщо обидва передніх і задніх частин розвиватися, то тварина стає функціональним гермафродитом. Тим не менш, гермафродитизм повинен бути підтверджений після детальніших досліджень.

## Поведінка
Морський, батідемерсальний, немігруючий, глибоководний вид риб. Діапазон глибини — 112-650 м. 